# Hayato Sasaki
Hayato Sasaki (佐々木 勇人 Sasaki Hayato?, nacido el 29 de noviembre de 1982 en Miyagi) es un exfutbolista japonés. Jugaba de centrocampista y su último club fue el Tochigi SC de Japón.

## Trayectoria

### Clubes
| Club              | País  | Año         |
| ----------------- | ----- | ----------- |
| Montedio Yamagata | Japón | 2005 - 2007 |
| Gamba Osaka       | Japón | 2008 - 2012 |
| Vegalta Sendai    | Japón | 2013 - 2014 |
| Kyoto Sanga FC    | Japón | 2015        |
| Tochigi SC        | Japón | 2016        |

## Estadística de carrera

### J. League
| Club              | Año   | J. League | J. League | Copa J. League | Copa J. League | Total | Total |
| Club              | Año   | Part.     | Goles     | Part.          | Goles          | Part. | Goles |
| ----------------- | ----- | --------- | --------- | -------------- | -------------- | ----- | ----- |
| Montedio Yamagata | 2005  | 41        | 4         | -              | -              | 41    | 4     |
| Montedio Yamagata | 2006  | 43        | 4         | -              | -              | 43    | 4     |
| Montedio Yamagata | 2007  | 35        | 2         | -              | -              | 35    | 2     |
| Gamba Osaka       | 2008  | 19        | 1         | 1              | 0              | 20    | 1     |
| Gamba Osaka       | 2009  | 30        | 3         | 2              | 0              | 32    | 3     |
| Gamba Osaka       | 2010  | 26        | 3         | 2              | 0              | 28    | 3     |
| Gamba Osaka       | 2011  | 21        | 1         | 2              | 1              | 23    | 2     |
| Gamba Osaka       | 2012  | 15        | 0         | 2              | 0              | 17    | 0     |
| Vegalta Sendai    | 2013  | 22        | 0         | 1              | 0              | 23    | 0     |
| Vegalta Sendai    | 2014  | 10        | 0         | 4              | 0              | 14    | 0     |
| Kyoto Sanga FC    | 2015  | 20        | 1         | -              | -              | 20    | 1     |
| Tochigi SC        | 2016  | 19        | 0         | -              | -              | 19    | 0     |
| Total             | Total | 301       | 19        | 14             | 1              | 315   | 20    |

## Palmarés

### Títulos nacionales
| Título             | Club        | País  | Año  |
| ------------------ | ----------- | ----- | ---- |
| Copa del Emperador | Gamba Osaka | Japón | 2008 |
| Copa del Emperador | Gamba Osaka | Japón | 2009 |